# Lago O'Hara
El lago O'Hara es un pequeño lago de altitud canadiense localizado a una altitud de 2020 m s. n. m. en la zona alpina del parque nacional Yoho, en la provincia de Columbia Británica, en el lado occidental de la Gran Divisoria con la provincia de Alberta y el parque nacional Banff al este. Se puede acceder al lago y al valle a través de un servicio de autobús administrado por la agencia gubernamental Parks Canada o mediante una caminata de 11 km a lo largo de una carretera que salva  un desnivel de aproximadamente 500 m. Sin embargo, a las personas que suben por la carretera no se les garantiza que bajen en autobús, ya que los visitantes con reserva tienen prioridad en las plazas para el descenso.
La zona es conocida por su paisaje, así como por su senderismo alpino. Los visitantes suelen seguir los senderos de ascenso que remontan desde el lago O'Hara al lago Oesa y al lago Opabin. El número de personas que acceden a la zona en autobús se ha limitado para preservar el delicado entorno alpino.
El área lleva el nombre del coronel Robert O'Hara, un irlandés oriundo de Derryhoyle, Galway, que se enteró de su existencia por medio de J.J. McArthur, un topógrafo del gobierno canadiense.

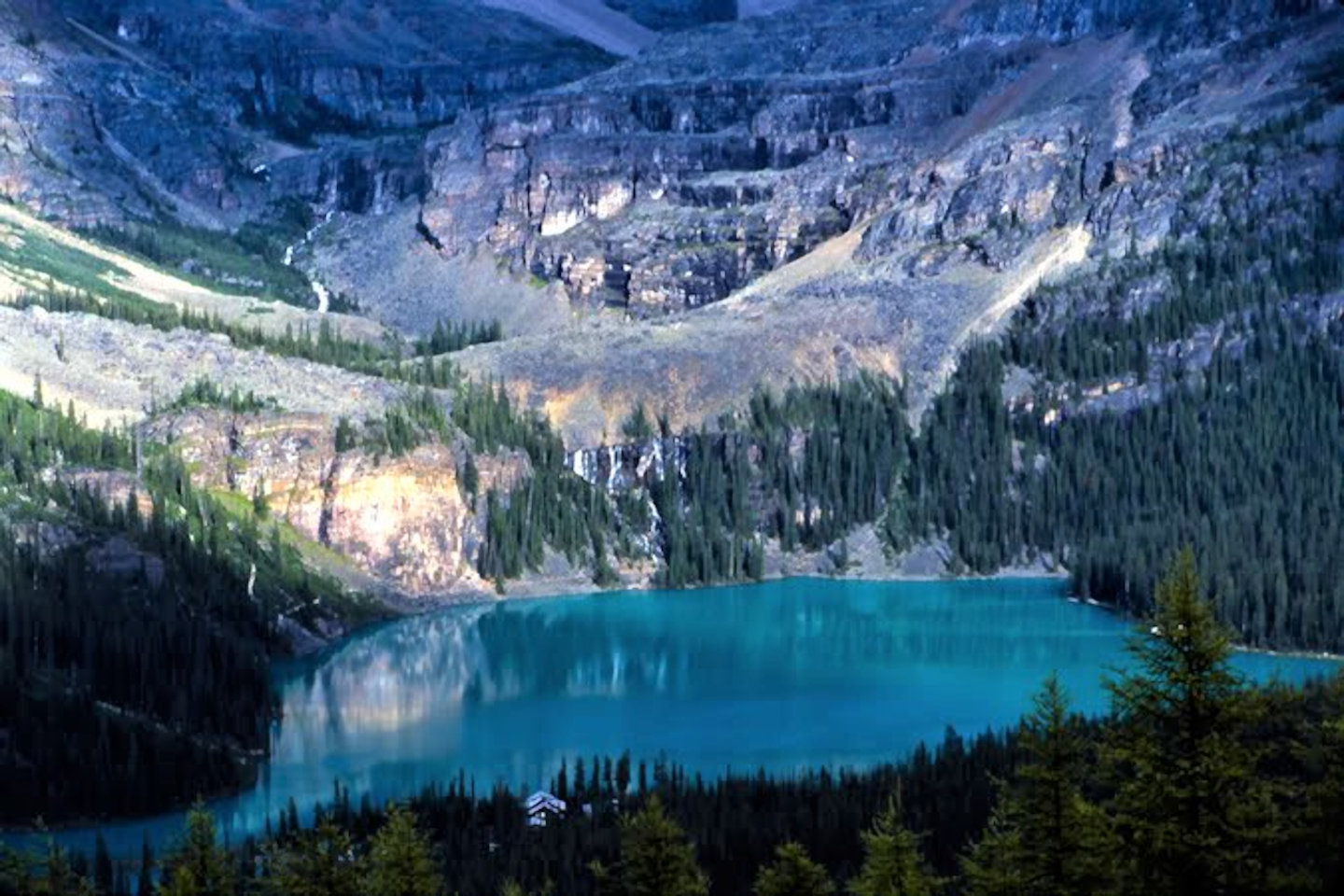
El lago O'Hara desde el Odaray Trail
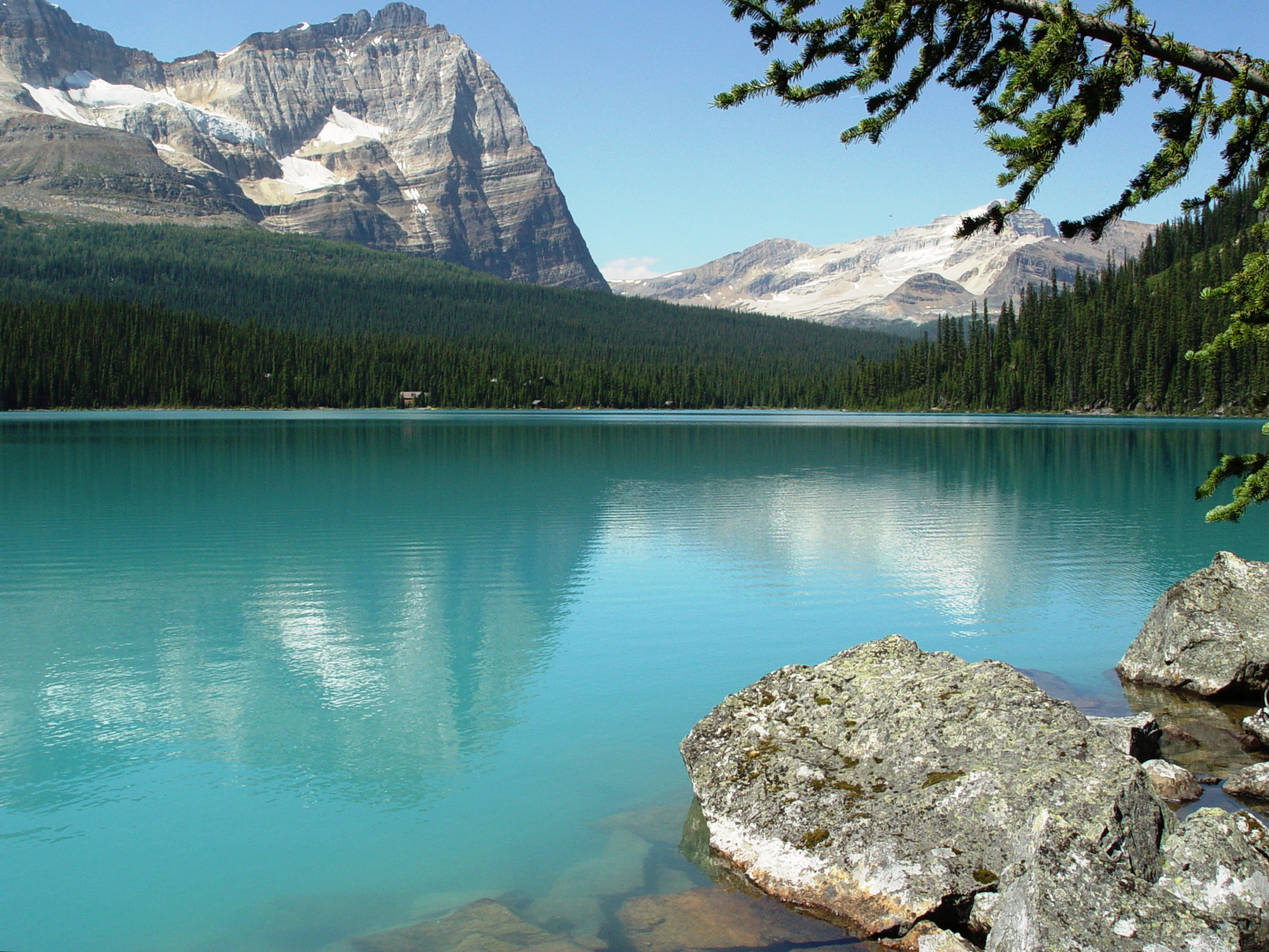
La montaña Odaray desde el lago O'Hara.
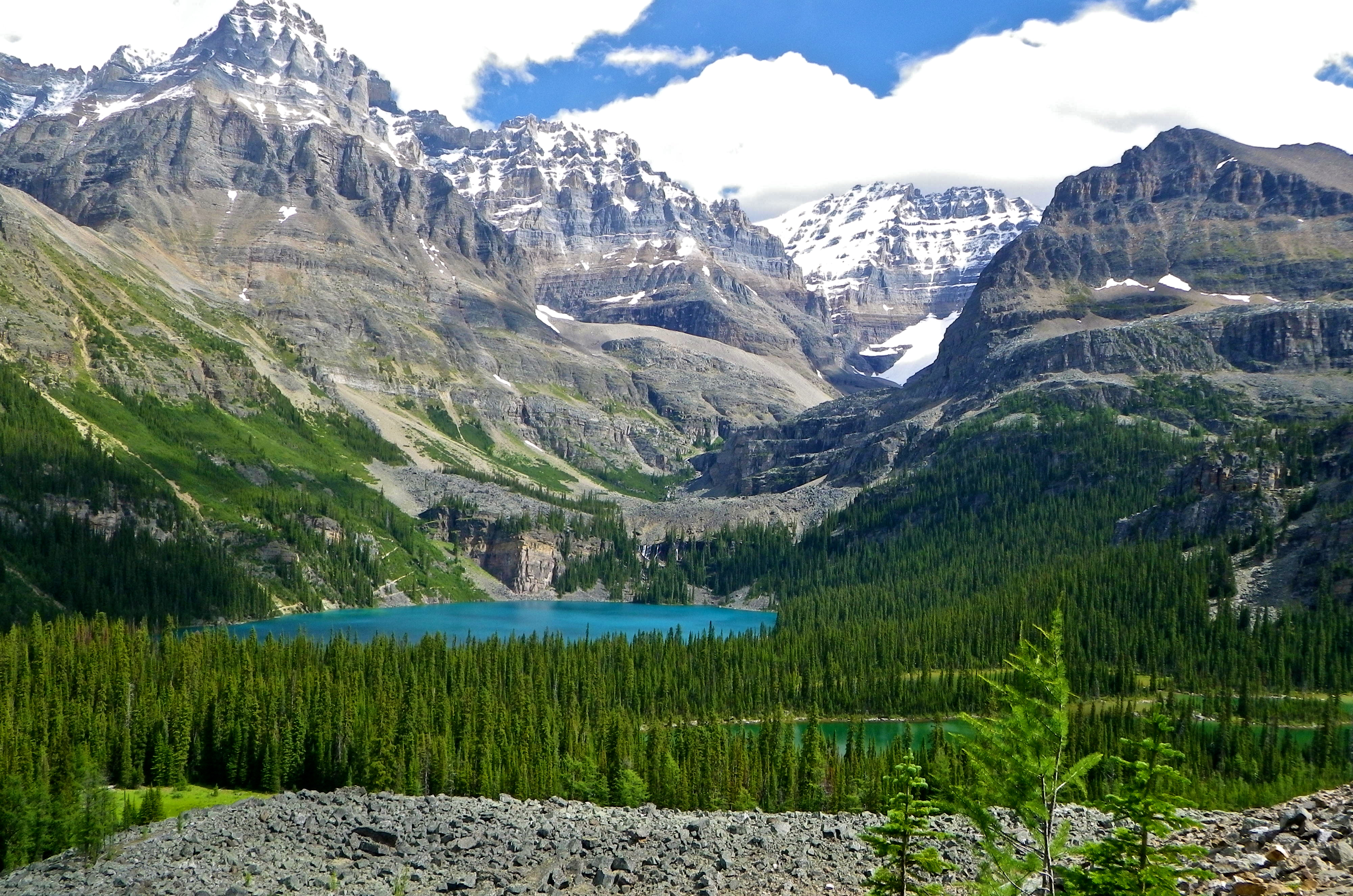
El lago rodeado por las montañas (de izda. a dcha.: Huber, Lefroy y Yukness)
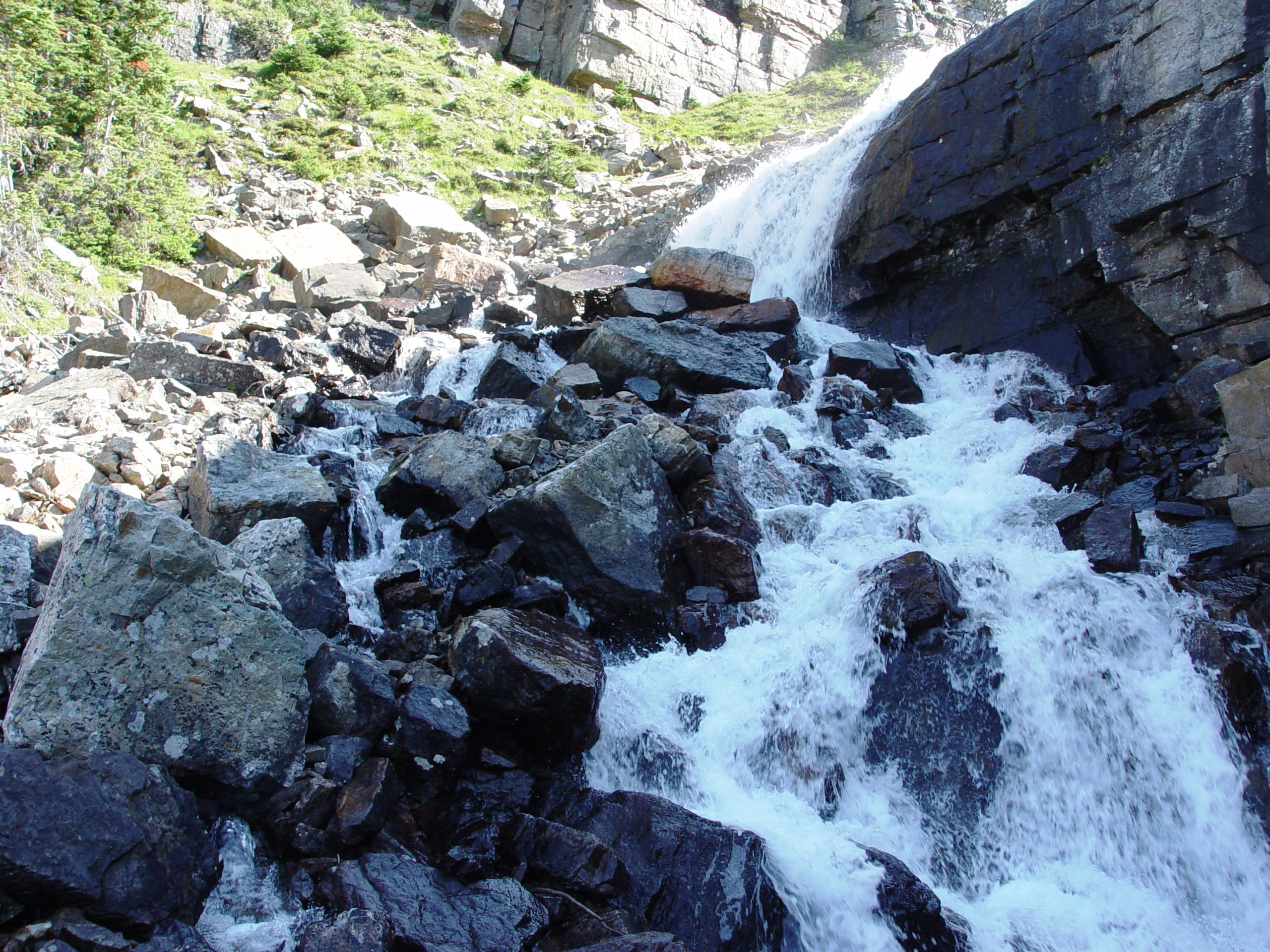
Las cataratas Victoria, que caen sobre el lago O'Hara.